# HMS Inflexible (1907)
El HMS Inflexible fue uno de los tres cruceros de batalla de la clase Invincible construidos para la Marina Real Británica antes de la Primera Guerra Mundial y tuvo una carrera activa durante la guerra. Participó en la persecución del crucero de batalla alemán SMS Goeben y del crucero ligero SMS Breslau en el Mar Mediterráneo cuando estalló la guerra. Pocos meses después él y su buque gemelo Invincible hundieron los cruceros acorazados alemanes SMS Scharnhorst y SMS Gneisenau durante la batalla de las Islas Malvinas. 
El Inflexible bombardeó fuertes turcos en la campaña de los Dardanelos en 1915, pero resultó dañado por el fuego de respuesta y chocó contra una mina mientras maniobraba. Tuvo que ser varado para evitar que se hundiera, pero lo arreglaron precariamente y lo enviaron a Malta Británica, y luego a Gibraltar para reparaciones más profundas. Transferido posteriormente a la Gran Flota, dañó el crucero de batalla alemán SMS Lützow durante la batalla de Jutlandia en 1916 y vio explotar a su barco gemelo, el HMS Invincible durante la misma. Se consideró obsoleto después de la guerra y se vendió como chatarra en 1921.